# 股疝
股疝是一种腹外疝，是指腹腔内的器官或组织连同腹膜壁层形成的疝囊通过股环经股管向卵圆窝突出。其发病率约占腹外疝的3～5%，多见于中老年妇女。
根据传统定义，股疝不属于腹股沟疝，但由于部位相近、治疗方法类似，并且与斜疝、直疝同样经过耻骨肌孔，所以临床上也常将其列入腹股沟疝。股疝与斜疝、直疝的区别在于不经过腹股沟管，不会进入阴囊。

## 解剖
股管位于大腿内侧，是一个狭长的漏斗形间隙，内含肪、疏松结缔组织和淋巴结。有上下二口，上口为股环，下口为卵圆窝。股环是耻骨肌孔的一部分，其前为腹股沟韧带，后为耻骨梳韧带，内为腔隙韧带，外为股静脉。卵圆窝位于腹股沟韧带内侧端下方，大隐静脉通过此处。

## 症状及体徵
股疝一般表现为腹股沟韧带下方的半球形肿块，可伴有胀痛。由于股环狭窄，股疝易发生嵌顿，可有呕吐、腹胀、便秘等机械性肠梗阻表现。

## 治疗
股疝一经确诊，应及时手术治疗。对于嵌顿性或绞窄性股疝，更应紧急手术。常见手术方式如下：

### 传统疝修补术
- McVay术式：在精索后方将腹内斜肌下缘和联合腱缝合至耻骨梳韧带上，可同时封闭股管入口，防止股疝的发生。最初由Lotheissen所创，而由McVay加以推广。

- Nyhus术式：这一术式利用腹膜前间隙进行手术操作（后进路posterior approach）。

### 无张力疝修补术
使用人工合成纤维（常见为聚丙烯、膨体聚四氟乙烯）制成的网状补片关闭股环，可有效防止疝的复发。
- 预成形网塞修补术：将预成形（PreFix）锥状网塞置于股环并缝合固定。

- Kugel术式：美国Kugel于20世纪90年代初设计了一种新型补片及相关术式。这一术式采用后进路将补片置于腹膜前间隙。